# Ośrodek Szkoleń Specjalistycznych Straży Granicznej w Lubaniu
Ośrodek Szkoleń Specjalistycznych Straży Granicznej w Lubaniu imienia gen. bryg. Wilhelma Orlika-Rückemanna – jeden z trzech ośrodków szkolenia Straży Granicznej, z siedzibą w Lubaniu, w województwie dolnośląskim.

## Formowanie i zmiany organizacyjne
Ośrodek Szkoleń Specjalistycznych Straży Granicznej w Lubaniu powołano z dniem 1 października 2009 na podstawie Zarządzenia nr 68 Komendanta Głównego Straży Granicznej z 30 września 2009. Powstał w wyniku przekształcenia Łużyckiego Oddziału Straży Granicznej i Ośrodka Tresury Psów Służbowych Straży Granicznej.
Zarządzeniem nr 64 Komendanta Głównego Straży Granicznej z 2 listopada 2010 określono i wprowadzono symbol Ośrodka Szkoleń Specjalistycznych Straży Granicznej.
25 września 2017 Ośrodkowi Szkoleń Specjalistycznych SG w Lubaniu nadano imię gen. bryg. SG Wilhelma Orlika-Rückemanna oraz wręczono sztandar.

### Do głównych zadań Ośrodka należy
- prowadzenie szkolenia w zakresie postępowania w sprawach cudzoziemców
- prowadzenie kursu doskonaląco-atestacyjnego dla przewodników psów służbowych
- prowadzenie szkolenia specjalistycznego z zakresu kynologii służbowej
- prowadzenie szkolenia podstawowego, w tym dla funkcjonariuszy posiadających zawodowe wykształcenie wojskowe, policyjne, pożarnicze lub o podobnym charakterze oraz kwalifikacje i umiejętności zawodowe szczególnie przydatne do służby na przewidzianym stanowisku służbowym
- prowadzenie szkolenia z zakresu szkoły podoficerskiej
- kształtowanie umiejętności zawodowych, którymi powinien charakteryzować się funkcjonariusz na określonym stanowisku służbowym
- realizowanie doskonalenia zawodowego centralnego i doskonalenia zawodowego lokalnego dla funkcjonariuszy i pracowników Straży Granicznej
- wyrabianie u słuchaczy nawyku samokształcenia poprzez wdrażanie do systematycznego uzupełniania i pogłębiania uzyskanej wiedzy
- kształtowanie u słuchaczy umiejętności wykorzystywania nabytej wiedzy podczas wykonywania obowiązków służbowych
- udzielanie pomocy szkoleniowej jednostkom organizacyjnym Straży Granicznej; w tym udostępnienie obiektu strzelnicy na potrzeby Nadodrzańskiego Oddziału Straży Granicznej
- wykonywanie zadań wynikających z pełnienia funkcji odwodu centralnego podporządkowania Komendanta Głównego Straży Granicznej.

Źródło:.

## Struktura organizacyjna
Komendant Ośrodka kieruje Ośrodkiem przy pomocy zastępców, a także głównego księgowego, komendanta Pododdziałów Szkolnych, kierowników zakładów, naczelników wydziałów, kierownika Obiektu szkoleniowego oraz Zespołu Stanowisk Samodzielnych.

### Komórkami organizacyjnymi Ośrodka kierują
- kierownicy – w zakładach i obiekcie szkoleniowym
- komendant – w pododdziałach szkolnych
- naczelnicy – w wydziałach.

### Strukturę organizacyjną Ośrodka stanowią
- Kierownictwo, w tym:
  - Zespół Stanowisk Samodzielnych (W skład Zespołu wchodzą: kapelan, radca prawny, inspektor do spraw ochrony przeciwpożarowej oraz specjalista do spraw bezpieczeństwa i higieny pracy)
  - Referat Kontroli.
- Komórki organizacyjne:
  - Zespół Stanowisk Samodzielnych
  - Zakład Kynologii
  - Zakład do Spraw Cudzoziemców
  - Zakład Zabezpieczenia Działań
  - Zakład Ogólnozawodowy
  - Zakład Organizacji Dydaktyki
  - Pododdziały Szkolne
  - Samodzielna Sekcja Prezydialna
  - Wydział Kadr
  - Wydział Łączności i Informatyki
  - Pion Głównego Księgowego
  - Wydział Techniki i Zaopatrzenia
  - Wydział Ochrony Informacji
  - Obiekt szkoleniowy w Szklarskiej Porębie.

Źródło:.

## Komendanci Ośrodka
- ppłk SG Halina Panczenko (2009–2010)[3]
- ppłk SG Artur Wąsowski (2010–2014)[3]
- płk SG Marek Woszczatyński (2014–2017)[3]
- płk SG Roman Łubiński (2017–2019)[3]
- płk SG Jacek Wysokiński (2019–2023)[3]
- płk SG Mariusz Ceckowski (2023–obecnie)[3].